# Pletholax
Pletholax is een geslacht van hagedissen die behoren tot de gekko's en de familie heuppotigen (Pygopodidae).

## Naam en indeling
De wetenschappelijke naam van de groep werd voor het eerst voorgesteld door Edward Drinker Cope in 1864. Er zijn twee soorten, inclusief de pas in 2020 als aparte soort erkende Pletholax edelensis. Deze hagedis werd tot die tijd beschouwd als een ondersoort van de sierlijke schubpoothagedis (Pletholax gracilis).

## Soorten
Het geslacht omvat de volgende soorten, met de auteur en het verspreidingsgebied.
| Naam                                            | Auteur      | Verspreidingsgebied        |
| ----------------------------------------------- | ----------- | -------------------------- |
| Pletholax edelensis                             | Storr, 1978 | Australië (West-Australië) |
| Sierlijke schubpoothagedis (Pletholax gracilis) | Cope, 1864  | Australië (West-Australië) |

## Verspreiding en habitat
De hagedissen komen endemisch voor in Australië en alleen in de staat West-Australië.